# Turó del Tàvec
El Turó del Tàvec és una muntanya de 807 metres que es troba al municipi d'Arbúcies, a la comarca de la Selva.